# Альмквист, Карл Юнас Луве
Ка́рл Ю́нас Лу́ве А́льмквист (швед. Carl Jonas Love Almqvist; 28 ноября 1793[…], Адольф-Фредрик, Стокгольм — 26 сентября 1866[…], Бремен) — шведский писатель

.

## Биография
Родился 28 ноября 1793 года в столице Швеции городе Стокгольме.

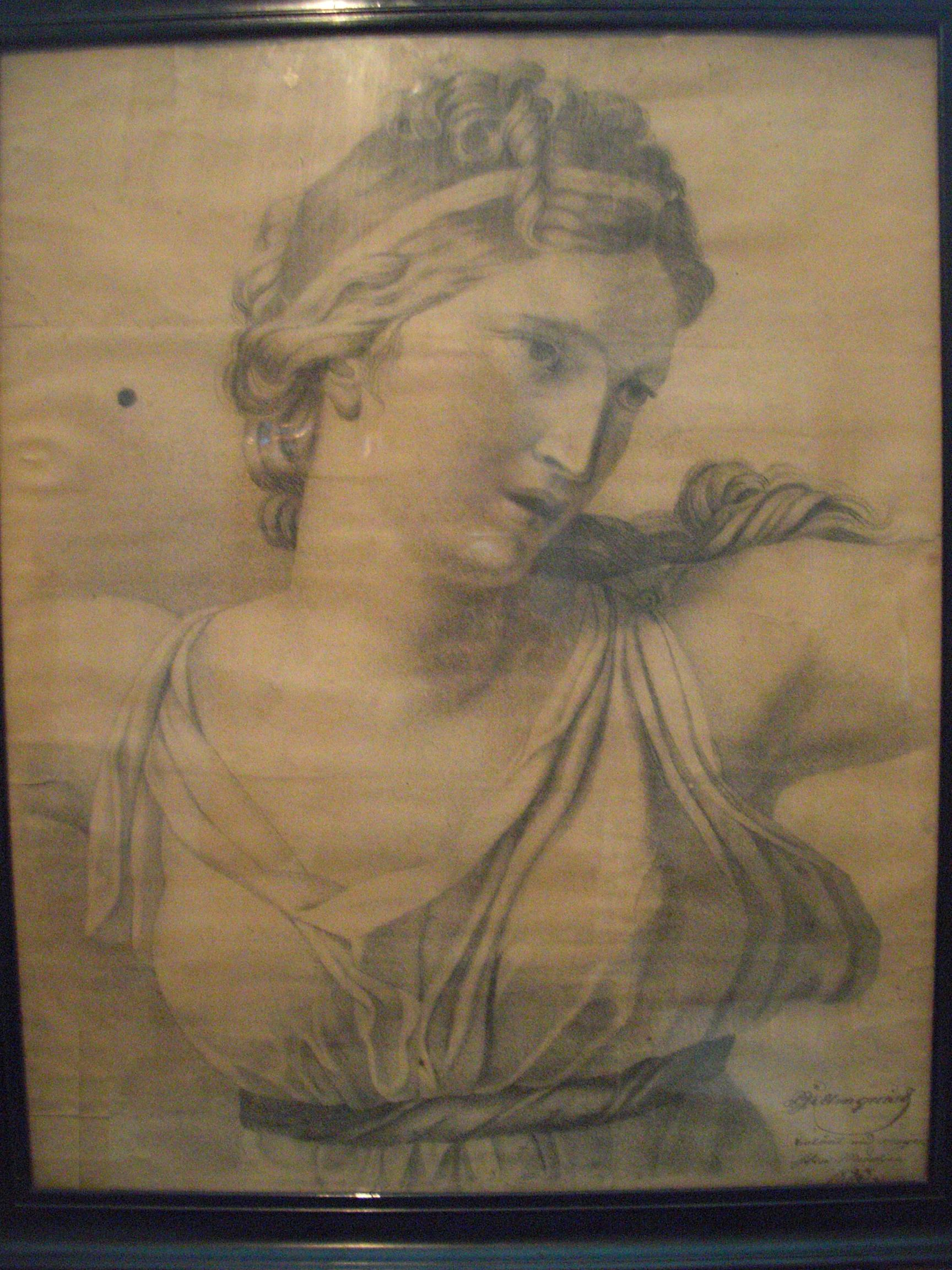
Картина, написанная Карлом Юнасом Луве Альмквистом в 1823 году

Альмквист рано оставил служебное поприще и поселился в глубине лесов лена Вермланд, где стал вести образ жизни свободных крестьян прежнего времени. Это скоро ему наскучило, он вернулся в Стокгольм, получил место ректора и в 1837 году вступил в духовное звание.
Своим свободомыслием в области религиозных и политических вопросов он восстановил против себя начальствующих лиц и был призван к консисториальному суду, который его, впрочем, оправдал; после того он посвятил себя исключительно занятию литературой и был сначала сотрудником, а затем и соредактором газеты Aftonbladet.
Согласно ЭСБЕ: во всем, что он писал, он обнаруживал здоровый юмор и богатую фантазию, хотя и не обладал необходимой гармонией духовных сил и не всегда стремился к полному выяснению вопроса.
Альмквист писал в различных родах и по самым разнообразным вопросам: составлял учебники и руководства по математике, арифметике, географии, истории и языкознанию, писал трактаты по философским и политико-экономическим вопросам.
Из его беллетристических произведений примечательно Törnrosens Bok — собрание самых разнообразных романтических рассказов. Из его романов следует назвать: «Габриэль Мимансо», «Аморини», «Амалия Гильнер», «Экользундские господа»; из драматических сочинений: «Лебединый грот на Ипсаре», «Мариам», «Исидор из Тадмора»; из эпических поэм: «Шемс-Эль-Нихар», «Артурова охота»; из небольших рассказов: «Коломбина», «Часовня», «Араминта Май».
Свой юмористический талант он выказал вполне в «Ормузде и Аримане» и в «Размышлениях о домашних животных».
В 1851 году он был заподозрен в попытке отравления одного ростовщика и, не дождавшись следствия, бежал в Америку.
По возвращении из Нового Света в 1866 году жил в городе Бремене под именем Э. Вестерман и умер там же 26 сентября 1866 году.